# Пошук (фільм, 2018)
«Пошук» (англ. Searching) — американський трилер Аніша Чаганті. У головній ролі Джон Чо. Фільм знятий за допомогою скринкастинга.
Прем'єра фільму відбулася 21 січня 2018 року на фестивалі «Санденс», у широкий прокат він вийшов 24 серпня того ж року.

## Сюжет
Одного ранку Девід Кім (Джон Чо) прокидається і виявляє, що його дочка не повернулася від свого друга, з яким вона залишилася. Контакт з нею відсутній. Чоловік використовує соціальні медіа, щоб спробувати визначити, що з нею відбувається. Коли пошук не вдається, Девід повідомляє про це в поліцію. Детектив Розмарі Вік (Дебра Мессінг) починає розслідування.

## У ролях
- Джон Чо — Девід Кім
- Дебра Мессінг — детектив Розмарі Вік
- Джозеф Лі — Пітер
- Мішель Ла — Марго
- Сара Сон — Памела Нем Кім
- Рой Абрамсон — актор
- Бред Ебрелл — репортер (озвучення)
- Гебріел Ленглі — офіцер Брендон Джексон
- Томас Барбаска — Коді
- Гейдж Білтофт — Джон Вотсон
- Колін Вуделл —  	Оператор 911

## Критика
На сайті Rotten Tomatoes рейтинг фільму склав 92 % на основі 215 рецензій з середнім балом 7,4/10.

## Нагороди
У 2018 році «Пошук» отримав дві нагороди на кінофестивалі «Санденс».